# العلاقات الباربادوسية التوغوية
العلاقات الباربادوسية التوغولية هي العلاقات الثنائية التي تجمع بين باربادوس وتوغو.

## مقارنة بين البلدين
هذه مقارنة عامة ومرجعية للدولتين:
| وجه المقارنة                                              | باربادوس       | توغو            |
| --------------------------------------------------------- | -------------- | --------------- |
| المساحة (كم2)                                             | 439            | 56.78 ألف       |
| عدد السكان (نسمة)                                         | 285.72 ألف     | 7.80 مليون      |
| الكثافة السكانية (ن./كم²)                                 | 65.08 ألف      | 137.37          |
| العاصمة                                                   | بريدج تاون     | لومي            |
| اللغة الرسمية                                             | لغة إنجليزية   | لغة فرنسية      |
| العملة                                                    | دولار بربادوسي | فرنك غرب أفريقي |
| الناتج المحلي الإجمالي (بليون دولار)                      | 4.80 مليار     | 4.81 مليار      |
| الناتج المحلي الإجمالي (تعادل القوة الشرائية) بليون دولار | 4.66 مليار     | 10.67 مليار     |
| الناتج المحلي الإجمالي الاسمي للفرد دولار أمريكي          | 15.43 ألف      | 559             |
| الناتج المحلي الإجمالي للفرد دولار أمريكي                 | 16.06 ألف      | 1.43 ألف        |
| مؤشر التنمية البشرية                                      | 0.795          | 0.484           |
| رمز المكالمات الدولي                                      | +1246          | +228            |
| رمز الإنترنت                                              | .bb            | .tg             |
| المنطقة الزمنية                                           | 00             | 00              |

## منظمات دولية مشتركة
يشترك البلدان في عضوية مجموعة من المنظمات الدولية، منها:
| علم المنظمة | اسم المنظمة                                 | تاريخ انضمام باربادوس | تاريخ انضمام توغو |
| ----------- | ------------------------------------------- | --------------------- | ----------------- |
|             | مؤسسة التنمية الدولية                       | 29 سبتمبر 1999        | 21 أغسطس 1962     |
|             | يونسكو                                      | 24 أكتوبر 1968        | 17 نوفمبر 1960    |
|             | وكالة ضمان الاستثمار متعدد الأطراف          | 12 أبريل 1988         | 15 أبريل 1988     |
|             | الأمم المتحدة                               | 9 ديسمبر 1966         | 20 سبتمبر 1960    |
|             | مجموعة دول أفريقيا والكاريبي والمحيط الهادئ | ?                     | ?                 |
|             | الاتحاد البريدي العالمي                     | ?                     | ?                 |
|             | البنك الدولي للإنشاء والتعمير               | 12 سبتمبر 1974        | 1 أغسطس 1962      |
|             | الاتحاد الدولي للاتصالات                    | 16 أغسطس 1967         | 14 سبتمبر 1961    |
|             | منظمة حظر الأسلحة الكيميائية                | ?                     | ?                 |
|             | مؤسسة التمويل الدولية                       | 25 يونيو 1980         | 4 سبتمبر 1962     |
|             | المركز الدولي لتسوية المنازعات الاستشارية   | 1 ديسمبر 1983         | 10 سبتمبر 1967    |
|             | منظمة التجارة العالمية                      | ?                     | ?                 |
|             | منظمة الشرطة الجنائية الدولية               | ?                     | ?                 |

## وصلات خارجية
- موقع وزارة الخارجية الباربادوسية